# Белиловка
Бели́ловка (устар. Белилов, устар. Раставица) — село в Бердичевском районе Житомирской области Украины.

## Географическое положение
Расположено на реке Раставице.

## История
Близ села, на правом берегу реки Раставицы, городище — остатки древнерусского Ростовца, впервые упомянутого в летописи под 1071 г.
Являлось селом Бердичевского уезда Киевской губернии Российской империи.